# Kabelsketal
La commune allemande du Kabelsketal (littéralement: vallée du Kabelske), dans la Saxe-Anhalt, est formée en 2004 de la fusion volontaire des anciennes communes de Dieskau, Dölbau, Gröbers et Groß Kugel de l'arrondissement de Saale. La commune doit son nom au ruisseau de Kabelske qui appartient au bassin de l'Elbe et qui se jette dans la Reide.

## Attractions touristiques
- Château de Dieskau

## Personnalités liées à la ville
- Otto Schmeil (1860-1943), biologiste né à Großkugel.
- Bernd Hobsch (1968-), footballeur né à Großkugel.